# Autódromo Miguel E. Abed
El Autódromo Internacional Miguel E. Abed, también conocido por sus siglas AIMA o simplemente como Autódromo de Puebla-Amozoc, es un autódromo ubicado en el municipio de Amozoc, 18 kilómetros al oriente de la ciudad de Puebla, México. Es uno de los principales escenarios del automovilismo mexicano.

## Historia

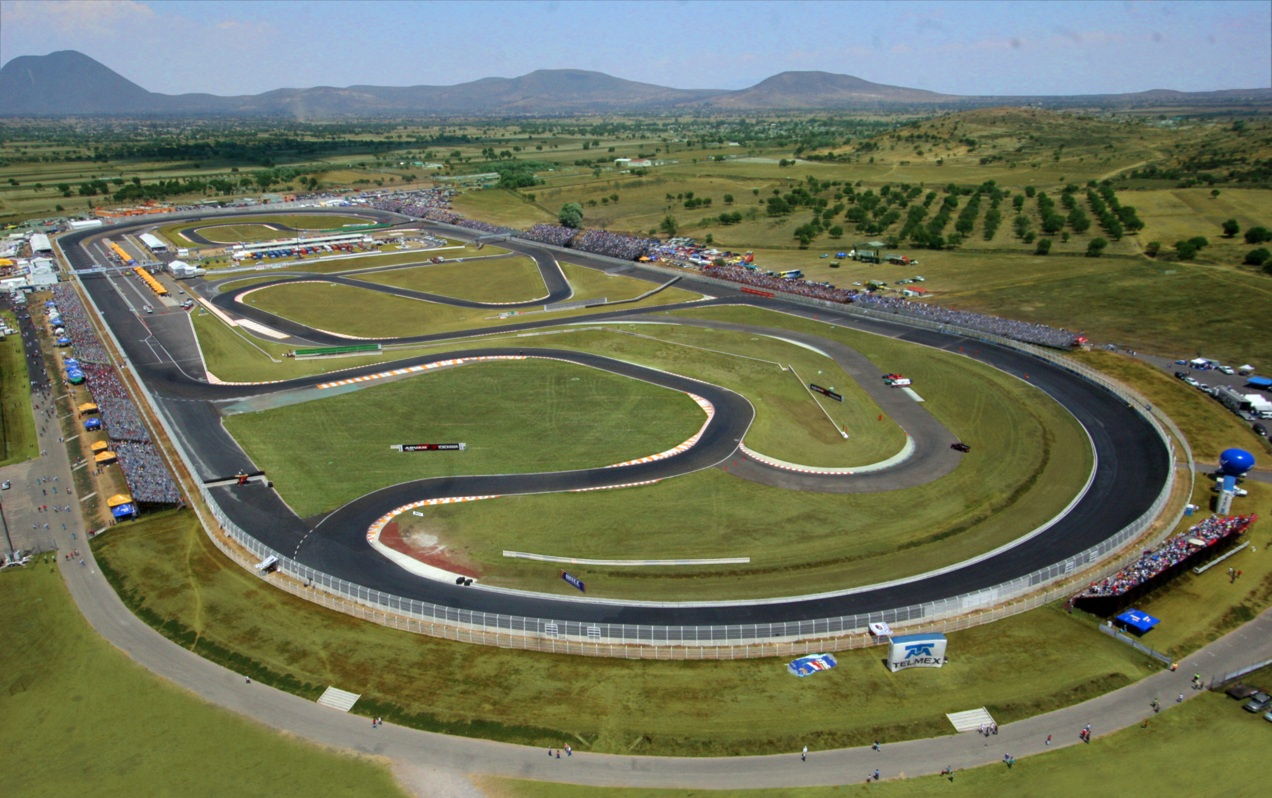
Vista aérea.

Fue inaugurado en 1985 y considerado como una de las principales instalaciones de carreras de México. Cuenta con un autódromo y un óvalo de 2.060 km (1.280 mi). La pista fue reinaugurada en 2005 para albergar al Campeonato Mundial de Turismos. 
Cuenta con diversos trazados mixtos de hasta 3.363 metros de longitud, y un óvalo de dos curvas con 8 grados de peralte y 1,25 millas (2010 metros). El trazado mixto, similar al Autódromo Internacional de Curitiba, tiene una superficie extremadamente áspera y prácticamente no tiene cambio de nivel alguno.
El Autódromo Miguel E. Abed cuenta con la homologación de FIA Categoría 2, el cual permite albergar cualquier tipo de evento automovilístico nacional e internacional. 
El óvalo se utiliza dos veces al año por la NASCAR Mexico Series. La pista ha acogido cuatro fechas del Campeonato Mundial de Turismos en 2005, 2006, 2008 y 2009, siempre en el trazado mixto. Había una fecha programada para el 2010, pero se suspendió por falta de seguridad ciudadana. Las 24 Horas de México es una carrera de resistencia que se lleva a cabo en la pista anualmente desde 2006.
El 14 de junio de 2009, el piloto Carlos Pardo falleció después de un choque en la última vuelta de una carrera de NASCAR México Series en una pugna por el liderato con Jorge Goeters. Pardo fue declarado ganador a título póstumo de la carrera.
En abril de 2021, la Fórmula E anunció que disputaría dos carreras de la temporada 2021 en Puebla al ser imposible realizarse en el Autódromo Hermanos Rodríguez debido a la instalación de un hospital temporal para tratar a pacientes con COVID-19.
El e-Prix de Puebla de 2021 se llevó a cabo el 19 y 20 de junio de 2021 en el Autódromo Miguel E. Abed utilizando un trazado de  2.9 kilómetros de longitud y 16 curvas.
Lucas di Grassi resultó ganador de la carrera 1, luego de la descalificación de Pascal Wehrlein; mientras que Edoardo Mortara triunfó en la segunda carrera.
Las instalaciones del circuito son las más importantes del país. Está abierto a todo tipo de eventos, incluidos: Test Driving, Driving Experiences, Track Days, Series 0 a 60, Helicopter Experience, Corporate Events, Driving School y Go-Kart circuit.

## Trazado
La pista tiene 18 diseños posibles, y varios se han utilizado para diferentes eventos. WTCC usó una configuración en 2005 y otra en 2006, 2008 y 2009. Luego NASCAR Corona Series, actualmente NASCAR PEAK Mexico Series ha usado el óvalo en 12 carreras y otra configuración una vez. LATAM Challenge Series ha utilizado varios trazados para este circuito.

### Configuraciones del Trazado
|                  |
| Trazado de Ovalo |

|                 |
| Trazado de WTCC |

|                                                |
| Diseño de la Fórmula E para el ePrix de Puebla |

## Competencias

### Actuales
- Campeonato NACAM de Fórmula 4
- NASCAR Mexico Series
- NASCAR Mikel's Truck Series
- Comisión Nacional de Automóviles Clásicos de Competencia A.C.

### Pasadas
- Fórmula E (2021)
- LATAM Challenge Series (2008–2013)
- Fórmula 3 Mexicana (1990–1995)
- Copa Mundial de Turismos (2005–2006, 2008–2009)

## Accidentes
El 14 de junio de 2009 durante la vuelta 97 de una carrera de 100 vueltas de la Serie NASCAR México en el Autódromo Miguel E. Abed en Amozoc, Puebla, Carlos Pardo fue golpeado por Jorge Goeters, lo que provocó hizo perder el control de su automóvil y se estrelló de costado contra el extremo de un muro de contención inferior a más de 200 km/h.
El coche quedó prácticamente destruido por el impacto. Fue transportado a un hospital local en helicóptero, donde fue declarado muerto. Fue declarado ganador de la carrera ya que lideraba la carrera en la última vuelta completa antes de que ocurriera el accidente, superando a Goeters por 0,044 segundos. Pardo, piloto del equipo Motorcraft, había comenzado la carrera desde la última fila.